# Vespa mocsaryana
Espèce
Vespa mocsaryana est une espèce de frelons d'Asie de la famille des Vespidae.

## Répartition
Ce frelon est présent dans le sud de l’Asie : de l’est du sous-continent indien à l’ensemble de la  péninsule indochinoise mais aussi sur l’île de Sumatra et en Chine (Sichuan, Fujian et Anhui).